# Rugby Club Luzern

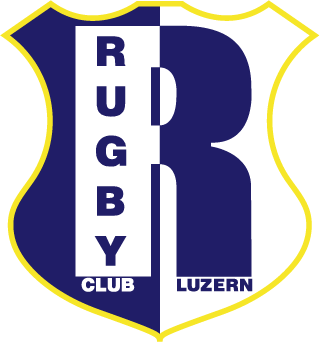
Logo des Rugby Clubs Luzern

Der Rugby Club Luzern (RCL) ist der Luzerner Verein in der Rugby Union in der Schweiz. Er wurde 1979 gegründet.
Mit circa 40 aktiven Spielern im Alter zwischen 17 und bis über 40 Jahren spielt das Männerteam in der Nationalliga C. In der Meisterschaft 2009/2010 schaffte es das Team bis in das Halbfinale der Playoffs. Mit zwei Spielern im Kader der Nationalmannschaft und vielen jugendlichen Hoffnungsträgern ist Luzern auch national gut vertreten.
Das 1994 gegründete Frauenteam Dangels zählt mit 25 aktiven Spielerinnen zu den grössten Frauenteams der Schweiz. Seit 2009 hält Luzern den doppelten Schweizermeistertitel (7er- und 15er-Rugby). Durch diese Erfolge und das wachsende Interesse profitierten die Dangels seitdem  durch hohe Medienpräsenz. Zusätzlich stellten die Dangels an der 7’s Rugby-Europameisterschaft 2010 mit fünf Spielerinnen die Hälfte der Nationalmannschaft.